# یونی (اسطوره)

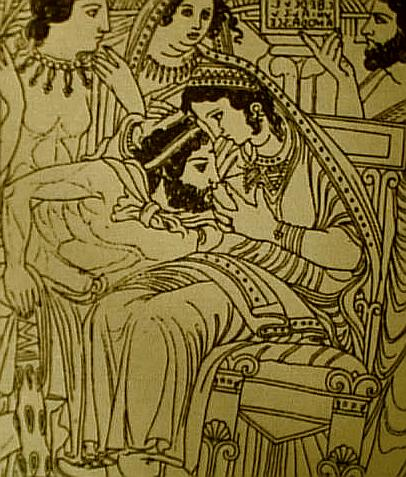
تصویری از یک نقاشی در آینهٔ اتروسکی، که در آن یونی در حال شیردادن به هرکله بالغ است، قبل از آنکه به جاودانگی دست یابد.

اونی بلندمرتبه‌ترین ایزدبانو درپانتئون خدایان اتروسکی و الهه حامی شهر پروجا محسوب می‌شد. اتروسکی‌ها یونی را به عنوان ایزدبانویی معادل با یونو در اساطیر روم و هرا در اساطیر یونانی می‌شناختند.
در متون اتروسکی که بر روی لوحه‌های پیرگی درج شده‌اند، یونی به صورت ترجمه‌ای از ایزدبانوی اهل فنیقی، عشتروت ظاهر شده‌است. در مجموعه ایالت‌های لیوی (کتاب پنجم، اب اوربه کاندیشا) یونو (همسر ژوپیتر) یک الهه اتروسکی از ویینت‌ها معرفی شده بود، که ویژگی‌هایی مطابق با آیین‌های پانتئون خدایان روم داشت، امّا وی در سال ۳۹۶ قبل از میلاد از این پانتئون اخراج گشت. به نظر می‌رسد که این اشاره در ایالت‌های لیوی، در اصل ناظر بر یونی باشد. نام یونی همچنین در کبد پیاسنزا نیز مشاهده می‌شود.
یونی همراه با همسرش، تینیا و مینروا، سه زمامدار مقتدر روم قدیم را تشکیل می‌دادند.